# Church Laneham
Church Laneham – wieś w Anglii, w hrabstwie Nottinghamshire, w dystrykcie Bassetlaw. Leży 44 km na północny wschód od miasta Nottingham i 202 km na północ od Londynu.